# 왕립 브리티시컬럼비아 박물관

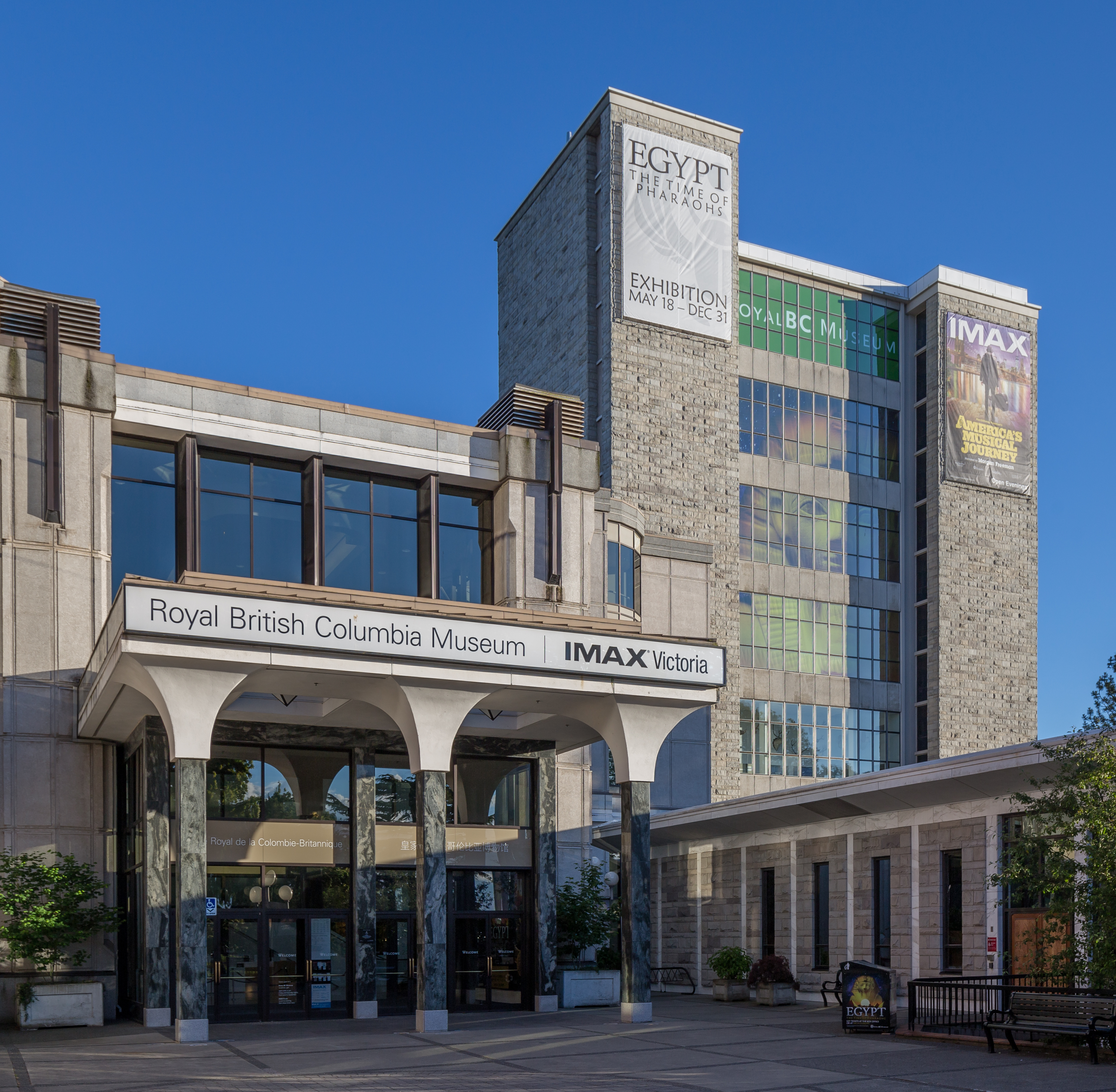

왕립 브리티시컬럼비아 박물관(Royal British Columbia Museum, 로열 브리티시컬럼비아 박물관) 또는 로열 BC 박물관(Royal BC Museum)은 캐나다 브리티시컬럼비아주 빅토리아에 위치해 있다.
브리티시컬럼비아주의 자연과 인간의 역사에 관한 자료를 풍부하게 전시하고 있다. ‘Walk Through’전시장은 개척시대의 거리, 골드 러쉬 시대의 물레방아, 밴쿠버 선장의 탐험선 ‘Discovery’호의 갑판, 인디언의 가옥 등의 모습을 생생하게 전해준다.박물관 외부에는 브리티시컬럼비아주의 야생식물 정원이 있고, 전시장은 1·2·3층으로 나뉘어 있다.